# امپراتور وو هان
فرمانروا وو (چینی سنتی: 漢武帝، چینی ساده‌شده: 汉武帝، پین‌یین: Hànwǔdì، وید جایلز: Han Wu Ti) (زادهٔ ۱۵۶ پیش از میلاد – درگذشتهٔ ۲۹ مارس ۸۷ پیش از میلاد) هفتمین فرمانروا از دودمان هان بود. او در ۱۴۱ پیش از میلاد به فرمانروایی رسید.
فرمانروا وو قلمرو چین را گسترش داد و دولتی همگرا بر پایهٔ کنفوسیانیسم پایه ریخت. وی را بزرگ‌ترین فرمانروایان دودمان هان و سرتاسر تاریخ چین می‌شمرند. در پی اقدامات او چین در زمان اقتدار دودمان هان به یکی از نیرومندترین ملت‌های آن زمان تاریخ بدل‌گشت. مرزهای چین در زمان او از غرب به قرقیزستان کنونی، از شمال شرقی به کره، و از جنوب به بخش شمالی ویتنام کشیده می‌شد. او توانست شیونگ‌نوهای مهاجم به مرزهای شمالی چین را بپراکند. همچنین برای برقراری اتحاد با یوئه‌چی‌ها سفیری را به نام چانگ چیان را در ۱۳۹ پیش از میلاد به غرب کشور فرستاد و او تا ازبکستان کنونی به دنبال آنان پیش رفت. این سفر سرآغازی تازه در کشورگشایی‌های چین در آسیای میانه گشود.او همچنین از آغاز گران تجارت از راه جاده ابریشم با غرب است

## روابط با اشکانیان
در ۱۱۵ پیش از میلاد امپراتور وو سفیرانی را به همراه پیشکش‌هایی ارزنده به دربار مهرداد دوم فرستاد. قصد او آغاز پیوندهای بازرگانی میان دو کشور بود. در آن زمان کالای مورد نیاز چینیان اسب بود، ولی آنان دربرآورده کردن این نیاز ناکام ماندند. سرانجام سفیر چین در راه بازگشت و آنگاه که از به دست آوردن اسب از ایرانیان نومید گشت، حاکم بلخ را تهدید نمود، نتیجه البته درگیری میان ایرانیان و چینیان و کشته‌شدن سفیر بود.
در ۱۰۴ پیش از میلاد وو برای تلافی این رویداد سپاهیانی را به فرماندهی لی کوالی به فرغانه فرستاد، ولی چینیان شکست‌خوردند. در ۱۰۲ پیش از میلاد این سردار با ۶۰هزار سپاهی تازه‌نفس به سغد تاخت، اینبار پیروزی‌هایی به دست آورد. سرانجام با فرمانروای بومی سغد صلح نمود و آن فرمانروا نیز پسر خویش را به گروگانی به دربار هان فرستاد و چینیان نیز سرانجام به کالای خواستنی خویش؛ اسب؛ دست یافتند.

## تصویرسازی مدرن
امپراتور وو یکی از مشهورترین امپراتوران چین باستان است و در بسیاری از سریال‌های تلویزیونی چینی حضور داشته است، از جمله:
- شاهزاده سلسله هان
- امپراتور در سلسله هان
- رقیب زیبایی در کاخ
- ملکه‌ی پرهیزگار هان

امپراتور وو همچنین شخصیت اصلی رمان «نگهبان اژدها» اثر کارول ویلکینسون و دنباله‌های آن، «باغ اژدهای بنفش» و «ماه اژدها» است. این سه رمان که حول سفرهای یک دختر برده سابق و اژدهایان تحت مراقبت او می‌چرخند، به طور نامحسوس سال‌های اول سلطنت امپراتور وو را به تصویر می‌کشند و شامل اشاراتی به تلاش او برای جاودانگی هستند.